# Fredericton (Île-du-Prince-Édouard)
Pour les articles homonymes, voir Fredericton (homonymie).
Fredericton est une communauté rurale dans le comté de Queens de l'Île-du-Prince-Édouard, Canada, au nord-est de Crapaud.
En 1872, la communauté devint importante, car le Chemin de fer de l'Île-du-Prince-Édouard a construit sa ligne principale entre Charlottetown et Summerside en traversant Fredericton; à ce moment, la communauté reçue le nom double de Fredericton Station.
Le 17 mars 1972, la communauté retourna au nom de Fredericton.
Fredericton est situé sur la Route 2, l'autoroute la plus rapide entre Charlottetown et Summerside.